# Ходьяло, Дмитрий Константинович
Дмитрий Константинович Ходьяло (род. 1.05.1937) — бригадир оленеводческой бригады совхоза «Омолон» Чукотского автономного округа Магаданской области.

## Биография
Родился 1 мая 1937 года в посёлке Черский, Нижнеколымского района Республики Саха, в семье оленевода. Эвен. Вскоре отец Константин Ходьяло откочевал с семьей в долину реки Омолон, где был создан оленеводческий совхоз «Омолон». В то время осуществлялся перегон оленьих стад из Якутии для укрепления продовольственной базы «Дальстроя» с помощью создания оленеводческих совхозов. В селе Омолон Дмитрий окончил школу и пошел работать по стопам отца — оленеводом.
Трудовую деятельность начал совхозным мотористом на электростанции. В 1955 году перешёл в бригаду к отцу, начал работать пастухом совхоза «Омолон». В 1967 году, по традиции, сменил на посту бригадира отца. В дальнейшем многие годы работал бригадиром оленеводческой бригады № 7 совхоза «Омолон».
В конце 1960-х годов первым на Чукотке приобрёл для своей бригады только что появившийся снегоход «Буран». Первым внедрил киловаттную электростанцию для своей меховой палатки. На зимнем участке бригады, по инициативе Ходьяло, был сооружён жилищно-бытовой комплекс, который состоял из шести сборных домиков типа «Геолог», небольшого клубного помещения, бани, складов, дизельной электростанции, срубленных из местной лиственницы, и был рассчитан на проживание 5-7 семей численностью 20-25 человек. Главное, что тут появлялась возможность проживания детей дошкольного возраста, а в перспективе намечалось появление малокомплектной школы начальных классов. Комплекс размещался примерно в центре осенне-зимне-весеннего участка пастбищ, который, в отличие от летнего, локализован и ограничен примерно пятидесятикилометровым радиусом.
В последующие годы и в других оленеводческих хозяйствах Чукотки, по примеру Ходьяло, было выстроено около двух десятков жилищно-бытовых комплексов, в некоторых даже открыли малокомплектные школы.
Бригадир Ходьяло грамотно организовал работу, что позволило достигать высоких показателей в работе. Дежурная смена пастухов выезжает на недельное дежурство с палаткой, имея в своём составе женщину-повариху. Если дежурных смен три, то у пастухов появляется возможность, как минимум, две недели находиться в свободном режиме вместе с семьёй в жилищно-бытовом комплексе.
Указом Президиума Верховного Совета СССР от 24 апреля 1987 года за проявленный трудовой героизм и выполнение производственных заданий, достижение высоких результатов в развитии оленеводства Ходьяло Дмитрию Константиновичу присвоено звание Героя Социалистического Труда с вручением ордена Ленина и золотой медали «Серп и Молот».
Продолжал работать на своем посту до 1990-х годов, когда с приходом новой власти полностью рухнуло оленеводство на Чукотке. Без государственной поддержки, когда были разорваны все инфраструктурные связи, был разрушен рынок оленеводческой продукции.
В настоящее время живёт в своём жилищно-бытовом комплексе, занимаясь охотой и рыбалкой.
Награждён орденами Ленина, Октябрьской Революции, Трудового Красного Знамени, «Знак Почёта», медалями.